# Make It Big
Make It Big è il secondo album dei Wham!, pubblicato nel 1984. Nell'album sono inclusi i 4 precedenti singoli, fra i quali Wake Me Up Before You Go-Go.

## Tracce
1. Wake Me Up Before You Go-Go - 3:50 (George Michael)
2. Everything She Wants - 5:01 (George Michael)
3. Heartbeat - 4:43 (George Michael)
4. Like A Baby - 4:12 (George Michael)
5. Freedom - 5:01 (George Michael)
6. If You Were There - 3:38 (The Isley Brothers)
7. Credit Card Baby - 5:08 (George Michael)
8. Careless Whisper - 6:30 (George Michael/Andrew Ridgeley) accreditata a George Michael come solista

## Formazione

### Wham!
- George Michael - voce, tastiere (tracce 2, 4)
- Andrew Ridgeley - chitarra elettrica

#### Altri musicisti
- Deon Estus - basso
- Trevor Murrell - batteria
- Hugh Burns - chitarra acustica, chitarra elettrica
- Tommy Eyre - tastiere (tracce 1, 3, 5-7)
- Andy Richards - tastiere (traccia 8)
- Dave Baptiste - sassofono (tracce 1-7)
- Steve Gregory - sassofono (traccia 8)
- Colin Graham - tromba
- Paul Spong - tromba

## Classifiche

### Classifiche settimanali
| Classifica (1984/85) | Posizione massima |
| -------------------- | ----------------- |
| Australia            | 1                 |
| Austria              | 4                 |
| Canada               | 1                 |
| Finlandia            | 1                 |
| Francia              | 5                 |
| Germania             | 5                 |
| Giappone             | 1                 |
| Italia               | 1                 |
| Norvegia             | 1                 |
| Nuova Zelanda        | 1                 |
| Paesi Bassi          | 1                 |
| Regno Unito          | 1                 |
| Stati Uniti          | 1                 |
| Svezia               | 3                 |
| Svizzera             | 1                 |

### Classifiche di fine anno
| Classifica (1984) | Posizione |
| ----------------- | --------- |
| Francia           | 19        |
| Paesi Bassi       | 15        |
| Regno Unito       | 4         |
| Classifica (1985) | Posizione |
| Australia         | 20        |
| Austria           | 13        |
| Canada            | 8         |
| Giappone          | 2         |
| Italia            | 9         |
| Nuova Zelanda     | 19        |
| Paesi Bassi       | 13        |
| Regno Unito       | 18        |
| Stati Uniti       | 4         |
| Svizzera          | 14        |